# John Ruddock
John Reynolds Ruddock, född 20 maj 1897 i Lima, Peru, död 24 september 1981 i Guildford, Surrey, var en brittisk skådespelare.

## Rollista i urval
- 1944 – Ödets män
- 1948 – Ögonvittnet
- 1949 – Under Capricorn
- 1951 – Quo Vadis
- 1952 – Ivanhoe – den svarte riddaren
- 1954 – Filmen om Martin Luther
- 1956 – Han som älskade livet
- 1961 – Question 7
- 1962 – The Avengers (TV-serie)
- 1971 – Elizabeth R (TV-serie)